# Whapmagoostui (terre réservée crie)
Pour les articles homonymes, voir Whapmagoostui.
Whapmagoostui (en cri : ᐧᐋᐸᒣᑯᔥᑐᐃ ou Waapamekushtui) est une terre réservée crie située dans Eeyou Istchee, dans la région administrative du Nord-du-Québec, au Québec. Elle comprend un milieu urbanisé et y vivent les membres de la Première nation de Whapmagoostui.
Il s'agit également de la seule localité crie située au Nunavik.
Comme plusieurs autres entités autochtones, Whapmagoostui est composée d'une terre réservée de catégorie IA, de juridiction fédérale, ainsi que d'une municipalité de village cri du même nom de catégorie IB, de juridiction provinciale.

## Toponymie
Whapmagoostui signifie « rivière du béluga » ou « lieu du béluga ».

## Géographie
Le territoire de la terre réservée crie de Whapmagoostui doit être distingué du territoire de la municipalité de village cri homonyme. La terre réservée est située entièrement sur la rive nord de la Grande rivière de la Baleine sur une distance d'environ 43 kilomètres. Elle ne comporte en revanche aucun littoral sur la baie James, séparée de celle-ci par le village nordique et la terre réservée inuite de Kuujjuarapik.
Au nord et au sud de la terre réservée crie se trouvent le territoire non organisé de la Baie-d'Hudson, alors que la municipalité de village cri de Whapmagoostui se trouvent au sud-ouest, à l'est et au sud-est de la terre réservée crie. 
La terre réservée crie comporte le noyau urbanisé de Whapmagoostui, qui est par ailleurs limitrophe de celui de Kuujjuarapik, tels que le seraient deux quartiers voisins d'une même ville. 

## Histoire
Au milieu du XVIIIe siècle, la Compagnie de la Baie d'Hudson établit un poste de traite qu'elle nomme Fort Richmond. C'est le début de l'établissement permanent qui allait devenir Poste-de-la-Baleine. Une mission protestante s'y installe dans les années 1880.
L'armée américaine a ouvert une base militaire à cet endroit pendant la Seconde Guerre mondiale et elle a employé des travailleurs inuits et cris. En 1955, une station de radar a été construite dans le cadre du système de défense aérienne canado-américaine, le Mid-Canada Line, quelques années avant la création du NORAD.
Bien que la cohabitation permanente des Inuits et des Cris à l'embouchure de la Grande rivière de la Baleine ne remonte qu'aux années 1950, les deux nations se côtoyaient depuis très longtemps dans cette région, les Inuits près de la côte et les Cris sur les terres de l'intérieur. Jusqu'en 1950, le site était un campement d'été.

## Démographie
La population cumulée de la terre réservée crie et de la municipalité de village cri – bien que cette dernière ne comporte aucun résident permanent – est comptabilisée sur le territoire de catégorie IA.
| 2001 | 2006 | 2011 | 2016 |
| ---- | ---- | ---- | ---- |
| 778  | 812  | 874  | 984  |

### Langues
À Whapmagoostui, selon l'Institut de la statistique du Québec, la langue la plus parlée le plus souvent à la maison en 2011 sur une population de 870 habitants, est le cri à 84,48%, le français à 1,15% et l'anglais à 13,22%.

## Éducation
La Commission scolaire crie est chargée d'offrir les services d'enseignement publics sur le territoire de Whapmagoostui, elle a donc sous son égide l'école Badabin Eeyou (ᐹᑖᐱᓐ ᐄᔨᔨᐤ ᒋᔅᑯᑎᒫᑑᑭᒥᒄ) et l'école Meeyow Bee Nooquow. En 1982, l'édifice de l'école est construit. En 1989, la première cohorte d'étudiants était diplômée.